# Naturschutzgebiet Tiefe Hohl – Kottensiepen (Bestwig)
Das Naturschutzgebiet Tiefe Hohl – Kottensiepen mit einer Größe von 2,78 Hektar liegt im Oberen Arnsberger Wald nördlich von Grimlinghausen im Gemeindegebiet von Bestwig in Nordrhein-Westfalen.
Das Gebiet wurde 2008 mit dem Landschaftsplan Bestwig durch den Hochsauerlandkreis als Naturschutzgebiet (NSG) ausgewiesen. Nördlich und südöstlich grenzt direkt die Stadt Olsberg an. Im Stadtgebiet Olsberg gibt es das gleichnamige Naturschutzgebiet Tiefe Hohl – Kottensiepen (Olsberg). Dieses NSG in Olsberg grenzt sowohl nördlich als auch südlich an dieses NSG, da dort die anderen Bachteile von Kottensiepen und Tiefe Hohl liegen.

## Gebietsbeschreibung
Beim NSG handelt es sich um die Bäche Kottensiepen und Tiefe Hohl mit Aue. Innerhalb des NSG mündet der Kottensiepen ins Tiefe Hohl. Die Aue wird von Grünland eingenommen. Teile des Grünlandes im NSG sind brach gefallen. Ein Teil des Grünlandes ist Feucht-, Nass- und Magergrünland. Entlang der Bäche wachsen hauptsächlich Roterlen. Im NSG kommen seltene Tier- und Pflanzenarten vor.

## Schutzzweck
Das NSG soll die Bäche mit Aue und deren Arteninventar schützen.
Wie bei allen Naturschutzgebieten in Deutschland wurde in der Schutzausweisung darauf hingewiesen, dass das Gebiet „wegen der Seltenheit, besonderen Eigenart und Schönheit des Gebietes“ zum Naturschutzgebiet wurde.